# Pleurón (mitología)
Pleurón (en griego antiguo: Πλευρών) es un personaje de la mitología griega. Era hijo de Etolo y Prónoe, fundó la ciudad de su mismo nombre, Pleurón, en Etolia. Se casó con Jantipa, hija de Doro, con quien tuvo un hijo, Agenor, y varias hijas, Estérope, Estratonice y Laofonte. Estas tres Pleurónides son las mismas hijas de Partaón con otros nombres, pues Apolodoro sigue el Catálogo de mujeres hesiódico, pero varía su genealogía. De hecho Hesíodo llama a Partaón Pleurónida, entendiéndose a Partaón como un hijo del hijo de Pleurón. El pueblo de Pleurón ya está vinculado con los curetes desde la antigüedad y Homero nos dice que «curetes y bravos etolios combatían en torno de Calidón», refiriéndose, respectivamente, a pleuronios y calidonios. Pleurón fue el bisabuelo de Leda y como tal tenía un santuario dedicado a él en Esparta. Homero aún nos habla de otro hijo de Pleurón, Anceo, que se enfrentó a Néstor durante su juventud.